# Lunenburg (Massachusetts)
Lunenburg es un pueblo ubicado en el condado de Worcester en el estado estadounidense de Massachusetts. En el Censo de 2010 tenía una población de 10.086 habitantes y una densidad poblacional de 140,37 personas por km².

## Geografía
Lunenburg se encuentra ubicado en las coordenadas 42°34′57″N 71°43′14″O / 42.58250, -71.72056. Según la Oficina del Censo de los Estados Unidos, Lunenburg tiene una superficie total de 71.85 km², de la cual 68.58 km² corresponden a tierra firme y (4.55%) 3.27 km² es agua.

## Demografía
Según el censo de 2010, había 10.086 personas residiendo en Lunenburg. La densidad de población era de 140,37 hab./km². De los 10.086 habitantes, Lunenburg estaba compuesto por el 95.18% blancos, el 0.89% eran afroamericanos, el 0.17% eran amerindios, el 1.56% eran asiáticos, el 0% eran isleños del Pacífico, el 0.66% eran de otras razas y el 1.54% pertenecían a dos o más razas. Del total de la población el 2.38% eran hispanos o latinos de cualquier raza.